# 九州応援推進ネットワーク
九州応援推進ネットワーク（きゅうしゅうおうえんすいしんネットワーク）とは、九州・山口地区の大学の学生応援団で構成された組織である。過去に存在した九州学生応援団連盟の流れを汲む。

## 構成大学
- 九州大学応援団
- 西南学院大学応援指導部應援團
- 福岡大学応援指導部リーダー部門應援團
- 北九州市立大学應援團
- 熊本学園大学学生自治会応援団
- 熊本大学應援團

## 概要
各大学は九州六大学野球応援などで交流があり、合同の演武会(九演会)や各大学へ出張公演なども行っている。